# Скоропекин, Вячеслав Иванович
Вячесла́в Ива́нович Скоропе́кин (1 марта 1936, Иваново, СССР — 9 ноября 2005, Кострома, Россия) — советский футболист, нападающий, советский и российский футбольный тренер.

## Биография
Воспитанник ивановского футбола, начинал играть вместе с такими футболистами как Юрий Мосалёв, Евгений Ларин, Герман Забелин. В составе юношеской сборной Ивановской области под руководством тренера Игоря Алебастрова стал бронзовым призёром первенства РСФСР 1954 года. Однако в основной состав ивановской команды мастеров не пробился.
В качестве игрока выступал в соревнованиях мастеров в классе «Б» за костромской «Спартак»/«Текстильщик». Вошёл в первый состав клуба, дебютировавшего на уровне мастеров в 1960 году, принял участие в первом в истории матче команды, 2 мая 1960 года против дзержинской «Зари» (1:3). Провёл в команде четыре сезона, забив за это время 7 голов.
Впоследствии перешёл на тренерскую работу в костромском клубе. В середине 1960-х годов работал в группе подготовки футболистов, был одним из первых тренеров Георгия Ярцева. В 1969 году впервые назначен главным тренером и возглавлял команду в течение двух сезонов. Затем много лет входил в тренерский штаб команды. Исполнял обязанности главного тренера в течение нескольких недель в июне-июле 1972 года, позднее работал главным тренером в 1977—1979, в концовке сезона 1982 года и в 1988—1994 годах. Всего под его руководством костромской «Спартак» провёл более 450 матчей. Лучшее достижение — второе место в зональном турнире класса «Б» в 1970 году.